# Шуберт, Дитер
Дитер Шуберт (нем. Dieter Schubert; род. 11 сентября 1943, Copitz) — немецкий гребец, выступавший за сборную ГДР по академической гребле в 1960-х и 1970-х годах. Двукратный олимпийский чемпион, дважды чемпион мира, трижды чемпион Европы, победитель многих регат национального и международного значения.

## Биография
Дитер Шуберт родился 11 августа 1943 года в городе Пирна. В детстве играл в футбол и гандбол, но в 1959 году перешёл в академическую греблю. Проходил подготовку в Дрездене в местном спортивном клубе «Айнхайт Дрезден» под руководством тренера Ханса Экштайна.
Первого серьёзного успеха на взрослом международном уровне добился в сезоне 1966 года, когда вошёл в основной состав восточногерманской национальной сборной и побывал на чемпионате мира в Бледе, откуда привёз награду золотого достоинства, выигранную в зачёте распашных четвёрок без рулевого.
В 1967 году в безрульных четвёрках одержал победу на чемпионате Европы в Виши.
Благодаря череде удачных выступлений удостоился права защищать честь страны на летних Олимпийских играх 1968 года в Мехико — составе экипажа, куда также вошли гребцы Франк Форбергер, Дитер Гран и Франк Рюле, занял первое место в программе мужских безрульных четвёрок и тем самым завоевал золотую олимпийскую медаль.
Став олимпийским чемпионом, Шуберт остался в составе гребной команды ГДР и продолжил принимать участие в крупнейших международных регатах. Так, в 1969 году он победил в рулевых восьмёрках на европейском первенстве в Клагенфурте.
В 1970 году в безрульных четвёрках был лучшим на мировом первенстве в Сент-Катаринсе.
На чемпионате Европы 1971 года в Копенгагене добавил в послужной список ещё одну золотую медаль, полученную в безрульных четвёрках.
Находясь в числе лидеров восточногерманской национальной сборной, благополучно прошёл отбор на Олимпийские игры 1972 года в Мюнхене — здесь с теми же партнёрами вновь обошёл всех соперников в зачёте безрульных четвёрок и выиграл ещё одну золотую олимпийскую медаль.
За выдающиеся спортивные достижения награждался орденом «За заслуги перед Отечеством» в серебре (1968) и золоте (1972). Кавалер серебряного ордена «Звезда дружбы народов» (1971).
Впоследствии работал учителем в школе и тренером по академической гребле. После объединения Германии перешёл на работу страхового агента.